# 安泽站 (越南)
安泽站（越南语：／*/?）是越南河同铁路和安那铁路的一座火车站，位于谅山省高禄县， 距河内站143公里。铺设有标准轨及米轨共行的混合轨。